# Дрозд боровњак
Дрозд боровњак (Turdus pilaris) је члан породице дроздова Turdidae. Гнезди се у шумама и шипражју у северној Европи и широм Палеарктичке зоне. То је изражена селица, са много птица са севера које крећу на југ током зиме. Врло је ретка станарица на Британским острвима, али у великом броју презимљује у Великој Британији, Јужној Европи, Северној Африци и на Блиском истоку. Сваштојед је, лети једе разне мекушце, инсекте и глисте, а зими бобице, жито и семенке.
Дрозд боровњак често се гнезди у малим колонијама, вероватно ради заштите од предатора. Гнездо гради на дрвету и полаже пет или шест јаја. Пилиће хране оба родитеља и напуштају гнездо након две недеље. У јужним деловима зона распрострањености могу постојати два легла, али само једно северније. Птице селице и птице не-селице често формирају велика јата, често у друштву црвенокрилаца.
Дрозд боровњак је дуг 25 цм, са сивом круном, вратом и задњицом, смеђим леђима, тамним крилима и репом и белим подкрилцима. Прса и бокови су јако истачкани. Прса су црвенкасте боје, а остатак доњих делова је бео. Полови су слични по изгледу, али су женке нешто више браон боје. Мужјак има једноставну брбљаву песму.

## Етимологија
Уобичајени енглески назив feldefare датира барем из једанаестог века. Стара енглеска реч feldefare можда  означава путника кроз поља.
Ову врсту је описао Карл фон Лине у свом значајном десетом издању Systema Naturae из 1758. године под данашњим научним именом. Назив Turdus pilaris потиче од две одвојене латинске речи за дрозд. Ниједна подврста није препозната.

## Таксономија
Око 65 врста средњих до великих дроздова је у роду Turdus, који карактеришу заобљене главе, дугачка, шиљаста крила и обично милозвучне песме. Иако су два европска дрозда, дрозд певач и дрозд имелаш, рани изданци из евроазијског рода Turdus дроздова након што су се проширили северно од Африке, дрозд боровњак је потомак предака који су колонизовали Карипска острва из Африке, а затим је стигао у Европу одатле.

## Опис
Дрозд боровњак се лако препознаје по сивој глави, потиљку и задњици, тамно-смеђим леђима, црнкастом репу и пегавим грудима. Током лета, његова бела подкрилца и пазуси су упадљиви. Оштар летни позив „цак цак“ такође је карактеристичан.
Чело и круна мужјака су плавичасто-сиви, а свако перо има централну смеђе-црну траку. Регије између очију и кљуна и испод очију су црне и имају слабе, бледе пруге изнад очију. Ушни покров, потиљак, задњи део врата и задњица су плавичасто-сиви, обично са белим пругама близу осовине сваког пера. Лопатице и перје плашта су тамно кестењасто-смеђе боје са тамним централним пругама и бледим врховима. Четрнаест је репних пера са шиљатим врхом, а спољашња два су нешто краћа од осталих и дају заобљен реп. Смеђе-црне су боје, са неупадљивим тамнијим пругама. Спољна ивица сваког репног пера је обрубљена сивом бојом близу базе, а спољни пар перја има уску белу ивицу на унутрашњој ивици. Брада, грло и горњи део груди су кремасто-смеђе боје са смелим пругама и мрљама смеђе-црне боје. Доњи део груди је кремасто-бео са све мањим нијансама и мање пега, а трбух је слично кремасто-беле боје, при чему су пеге ограничене на највише делове. Боје примарних пера су браонкасто-црне са предњом ивицом обрубљеном сивом бојом, а унутрашња ивица спољног перја сива близу базе, док је унутрашње перје обрубљено смеђом бојом у основи. Секундарна пера су слична, али обрубљена су кестењасто-смеђом бојом на предњој ивици. Горњи покров крила је браонкасто-црн и сличан спољним бојама примарних пера. Кљун је снажан, са благом кривином и зарезом близу врха. Зими је наранџасто-жут, са горњом чељусти помало браонкасте боје и оба врха мандибуле смеђе-црне боје. Лети су обе мандибуле мушког кљуна жуте. Шаренице су тамносмеђе, а ноге и стопала смеђе. Просечна дужина одрасле особе је 25 цм, дужина крила је 14,5 цм и тарзална дужина 3,5 цм. Распон крила креће се од 39 до 42 цм, а тежина се креће од 80 до 140 г.
Женка је веома слична мужјаку, али су горњи делови нешто браонкасти, а перје на круни има уже црне централне пруге. Грло и груди су блеђи са мање мањих ознака. Кљун је сличан мушком зимском кљуну. Младунци су тамније боје од одраслих са бледо обојеним пругама на перју које има тамне пруге код одраслих. Младунци добијају перје одраслих након првог митарења у јесен.
Позив се углавном чује у лету и груб је "цак цак цук". Исти звук, али мекши, више се чује када се поједине птице окупе на дрвећу. Кад су љути или узнемирени, емитују различите звукове упозорења који подсећају на дрозда имелаша (Turdus viscivorus). Мужјак има прилично слабу песму коју пева у сезони парења. То је мешавина неколико фраза попут оних код обичног коса (Turdus merula) испреплетеног звиждуцима, грленим шкрипама и нотама позива. Ово се пева у лету, а такође и са дрвета, а пригушену верзију ове песме са више мрачних нота пева група птица на заједничким склоништима.

## Распрострањеност и станиште
Дрозд боровњак је миграторна врста са палеарктичком распрострањеношћу. Гнезди се у северној Норвешкој, северној Шведској, Финској, Белгији, Немачкој, Швајцарској, Аустрији, Чешкој, Словачкој, Мађарској, Пољској и Сибиру до истока до Трансбајкала, реке Алдан и планина Тјен Шан у северозападној Кини. Његов зимски распон протеже се кроз западну и јужну Европу до северне Африке, иако је то неуобичајено у медитеранској регији. Источна популација мигрира у Анадолију, Израел, Иран и северозападну Индију, а повремено и у североисточну Индију. То је скитница у Исланду, Гренланду, Шпицбергену, Канарским острвима, Балеарским острвима, Мадеири, Корзици, Сардинији, Сицилији, Малти и Кипру. Лет дрозда боровњака је спор и директан. Потребно је неколико снажних удара, а затим накратко склопи крила пре него што замахне. Веома је друштвен, прилично стидљив и лако се плаши зими, а храбар и бучан у сезони парења. Када је група на дрвету, сви имају тенденцију да се окрећу у истом смеру, непрестано брбљајући. Када траже храну на тлу, често у сарадњи са црвенокрилцима, свака птица застаје тако често да стоји усправно и гледа уоколо пре него што настави са храњењем. Када су узбуњени, они лете низ ветар, а група за храњење се реформише на другом месту. У шумама се не шуњају по шипражју као косови или дроздови певачи, већ уместо тога седе на отвореном на грмљу и високим гранама. Друже се, понекад у обраслим живицама и грмљу, али обично на земљи. Уобичајена налазишта су у трави међу жбуњем или гомилама рогоза, у младим засадима, на стрништима и у браздама ораница.

### Станиште
У лето дроздови посећују шуме брезе, јове, бора, смрче и јеле, често у близини мочвара, или другог отвореног тла. Не избегавају близину људи и могу се видети на обрађеним површинама, воћњацима, парковима и баштама. Такође настањује отворену тундру и падине брда изнад линије дрвећа. Зими се групе углавном налазе на отвореном, пољопривредном земљишту, воћњацима и отвореним шумама. Они су номади, лутају свуда где има обиља бобица и инсеката. Касније током године прелазе на пашњаке и обрађена поља.

### Миграције
Миграције на југ из гнездилишта почињу у октобру, али већина птица стиже у Велику Британију у новембру. Неке од њих су још у пролазу и настављају у континенталну Европу, али друге остају. Пролазници-мигранти враћају се у априлу, а они и резидентни мигранти одлазе из Уједињеног Краљевства углавном до почетка маја.

### Исхрана
Дроздови боровњаци су сваштоједи. Животињска храна у исхрани укључује пужеве и голаће, глисте, пауке и инсекте попут буба и њихових ларви, мува и скакаваца. Када бобице сазревају у јесен, једу их у великом броју. Глог, божиковина, рован (rowan fruit), тиса, клека, шипак, Cotoneaster, Pyracantha и Berberis су за уживање. Касније током зиме једу неочекиване јабуке, жито и семе. Када се они исцрпе, или по посебно суровом времену, птице се могу преселити у мочваре или чак приобаље где могу наћи мекушце.

## Узгој
Сезона парења почиње у мају у Пољској, али северније у Скандинавији може почети тек почетком јула. Дрозд прави гнездо у облику зделе без покушаја прикривања. Локација је често у шуми, али може бити у живој ограду, врту, међу стенама, у гомили трупаца или на тлу. Дроздови се обично гнезде у непосредној близини других истих врста. Одрасли ће агресивно бранити гнездо, и грубо га штитити од предатора. Гнездо је изграђено од осушене траве и корова са неколико гранчица и мало маховине, са облогом блата и унутрашњом облогом од фине траве. У леглу обично има пет до шест јаја, али повремено се снесе три, четири, седам или осам јаја. Јаја варирају у величини од 28,8 x 20,9 мм до 33,5 x 23,4 мм и променљиве су боје. Многа су бледоплаве боје са финим смеђим тачкама и подсећају на јаја обичног коса. Друга су светло плава, са или без већих црвено-смеђих мрља. Инкубација почиње пре него што сва јаја положе и траје тринаест до четрнаест дана. Женка обави целу или већину инкубације. Пилићи су нејаки и оба родитеља им доносе храну. Обично су спремни да напусте гнездо након четрнаест до шеснаест дана, а у сезони могу бити два легла, нарочито у јужним деловима опсега гнездилишта.

## Статус и очување
Дрозд боровњак има широку распрострањеност, процењује се на 10 милиона квадратних километара и велику популацију, укључујући процењених четрдесет два до седамдесет два милиона јединки у Европи. Сматра се да у Русији има до двадесет милиона јединки, а глобална популација се процењује на између четрдесет четири и деведесет шест милиона јединки. Чини се да је величина популације стабилна и не верује се да се птица приближава праговима за критеријуме опадања популације Листе угрожених врста (тј. опада за више од 30% у десет година или три генерације), па се стога процењује као "најмање забрињавајућа". 
У Уједињеном Краљевству, на крајњем рубу узгојног поља, само неколико парова се размножава. Због тога је Краљевско друштво за заштиту птица класификовало као врсту са Црвене листе од јануара 2013.